# Четвертий поділ Польщі
Четвертий поділ Польщі — формулювання, вживане до і після початку Другої світової війни у польській історіографії та польській і російській публіцистиці на позначення поділу території польської держави в 1939 році, а іноді також у 1815 та 1918 роках.

## Історія

### Поділ Варшавського герцогства 1815
Під час наполеонівських війн поляки повернули собі частину території під владою Пруссії. Звільнена територія була названа Варшавським герцогством. Ця територія була розширена у 1809 році за рахунок австрійського поділу. Проте після поразки Наполеона ця територія перейшла під контроль Росії. Його долю треба було вирішити державам-переможницям.
На Віденському конгресі 1815 року європейські лідери ухвалили рішення про ліквідацію Варшавського герцогства. Остаточного вигляду нові кордони набули у двосторонніх договорах, підписаних Росією з Австрією та Пруссією 3 травня 1815, а потім увійшли в остаточний договір, підписаний 9 червня 1815 року.
1. Австрійська імперія зайняла Подгуже разом із солеварнями у Величці;
2. Королівство Пруссія зайняло західну частина герцогства: Бидгощський департамент з Торуні, Познанський департамент і частина Каліша (так зване Велике князівство Познанське);
3. Російська імперія зайняла території Варшавського герцогства (4/5 площі). Там було створено автономне Царство Польське;
4. Було створено вільне місто Краків.

Учасники конгресу у Відні знали, що поділ Герцогства був фактично черговим поділом Польщі. Історик Адам Замойський у своїй великій праці, опублікованій англійською: «1815. Падіння Наполеона і Віденський конгрес» писав: «Запрошений на зустріч Кастрег (міністр закордонних справ Англії) погодився за умови, що він зможе публічно заявити про своє неприйняття самої ідеї поділу Польщі, позаяк він не бажає увійти в історію як людина, причетна до такого акту».
У польській історіографії прийнято називати події з'їзду Четвертим поділом Польщі

### Берестейський мир 1918
Під час Першої світової війни 5 листопада 1916 року німецький кайзер і австрійський цісар оголосили про створення Королівства Польського. Під впливом цього оголошення на території Конгресової Польщі, окупованої Центральними державами, з'явилися перші за довгий час польські органи влади, такі як Регентська рада. У цей час формувалася польська адміністрація і армія, підпорядкована Центральним державам.
Проте вже наприкінці 1917 року Австрія та Німеччина здійснили поворот у своїй політиці. Натхнені можливістю отримання зерна та сировини з України, вони вирішили укласти договір з Українською Народною Республікою. За Берестейським договором від 9 лютого 1918 р. українська влада в обмін на постачання Центральним державам одержала визнання, а до її складу було включено Холмщину і Підляшшя.
Ця звістка викликала протест майже всіх політичних сил у Польщі. Поляки сприйняли Берестейський мир як державну зраду та четвертий поділ Польщі
2-га бригада легіонів збунтувалася проти своїх тодішніх союзників — австрійців, перейшла фронт і приєдналася до 2-го польського корпусу, що формувався при російській армії.

### Пакт Молотова — Ріббентропа. Включення Галичини та Волині до складу Української РСР 1939
Термін «IV поділ Польщі» вживали ще перед початком Другої світової війни радянські та німецькі дипломати:

«Не бачу для нас іншого виходу, ніж четвертий поділ Польщі.»

Володимир Потьомкін, заступник наркома закордонних справ СРСР, 4 жовтня 1938

«Поляки почуваються впевненими в собі, бо вони розраховують на підтримку Франції та Англії і на матеріальну допомогу Росії, але вони помиляються. Так само, як Гітлер не вважав за можливе владнати питання Австрії та Чехословаччини без згоди Італії, так він і не мислить сьогодні про те, щоб залагодити польсько-німецький спір без Росії. Вже були три поділи Польщі; побачите четвертий!»

Карл-Генріх Боденшац, генерал Люфтваффе і близький соратник Германа Герінга, 6 травня 1939

23 травня 1939 р. Адольф Гітлер на зустрічі вищого командного складу заявив, що завданням Німеччини буде ізоляція Польщі. 22 серпня 1939 р. перед верховним командуванням вермахту він чітко означив ціль — знищити Польщу: мова не про захоплення певної території чи нового кордону, а про знищення ворога. Сталін же хотів відвоювати втрачені в ході Жовтневого перевороту та громадянської війни території колишньої Російської імперії.
Безпосередньо перед початком Другої світової війни 23 серпня 1939 було підписано пакт Молотова — Ріббентропа, який послужив основою для взаємодії між Третім Райхом та СРСР після її початку.
1 вересня 1939 розпочалася агресія Третього Райху проти Польщі, 17 вересня — радянське вторгнення у Польщу. Агресори частину окупованої ними території Другої Речі Посполитої передали всупереч міжнародному праву іншим державам: Німеччина передала 21 листопада 1939 частину польської території, зайнятої вермахтом (Спиш і Орава) Словаччині, тоді як Радянський Союз частину польської території, зайнятої Червоною Армією (Вільнюс з округою), передав 10 жовтня 1939 Литві, що й передбачав Пакт про взаємодопомогу між СРСР і Литвою та про дислокацію Червоної Армії в Литві, укладений у Москві В'ячеславом Молотовим та Юозасом Урбшисом 10 жовтня 1939. На виконання його положень литовська армія вступила у Вільнюс у ніч проти 28 жовтня 1939, взявши місто під литовське управління (до 15 червня 1940, після чого воно було знову окуповане Червоною Армією). Розпорядчі правові акти щодо території Другої Речі Посполитої, ухвалені всупереч ратифікованій Німеччиною та Росією Гаазькій конвенції IV (1907), були недійсними у світлі міжнародного права і не визнавалися як урядом Польщі у вигнанні, так і союзними Польщі державами, а також третіми (нейтральними) країнами упродовж усієї Другої світової війни. Вони порушували і цілу низку інших договорів: з боку Райху — Версальський договір у частині III, що описує кордони Німеччини, пакт Бріана — Келлоґа і Польсько-німецьку декларацію про незастосування сили від 26 січня 1934 та з боку СРСР — Ризький договір, Договір про ненапад між Польщею та Радянським Союзом від 1932 і Договір Ліги Націй. 
Щодо подій після 17 вересня 1939 року — розділу польської держави між Райхом і Радянським Союзом — союзні Польщі держави Велика Британія і Франція (які на напад Гітлера відреагували 3 вересня формальним оголошенням війни Німеччині без будь-яких воєнних дій: т. зв. «дивна війна») обмежилися словесним осудом дій СРСР, відмовляючись визнати, що нібито «польська держава та її уряд фактично припинили своє існування», як виправдовував напад Молотов. Саму ж Польщу 31 жовтня 1939 року Молотов зневажливо назвав «потворним дитям Версальського договору».